# Sent Genís de Martras
Sent Genís deu Bòsc (en francès Saint-Genis-du-Bois) és un municipi francès situat al departament de la Gironda i a la regió de la Nova Aquitània.

## Demografia
| 1962                                       | 1968 | 1975 | 1982 | 1990 | 1999 | 2007 |
| ------------------------------------------ | ---- | ---- | ---- | ---- | ---- | ---- |
| 54                                         | 65   | 60   | 70   | 83   | 75   | 93   |
| Des de 1962: població sense dobles comptes |      |      |      |      |      |      |

## Administració
| Període | Identitat         | Partit |
| ------- | ----------------- | ------ |
| 2008-   | Michel Villeneuve |        |